# Katakana Phonetic Extensions
Katakana Phonetic Extensions è un blocco Unicode. È costituito dai 16 caratteri compresi nell'intervallo U+31F0-U+31FF.
Comprende i simboli del sistema di scrittura katakana utilizzati in Giappone per la trascrizione fonetica della lingua ainu. È basato sullo standard JIS X 0213.

## Tabella
| Codice | Carattere | Nome                     |
| ------ | --------- | ------------------------ |
| U+31F0 | ㇰ        | KATAKANA LETTER SMALL KU |
| U+31F1 | ㇱ        | KATAKANA LETTER SMALL SI |
| U+31F2 | ㇲ        | KATAKANA LETTER SMALL SU |
| U+31F3 | ㇳ        | KATAKANA LETTER SMALL TO |
| U+31F4 | ㇴ        | KATAKANA LETTER SMALL NU |
| U+31F5 | ㇵ        | KATAKANA LETTER SMALL HA |
| U+31F6 | ㇶ        | KATAKANA LETTER SMALL HI |
| U+31F7 | ㇷ        | KATAKANA LETTER SMALL HU |
| U+31F8 | ㇸ        | KATAKANA LETTER SMALL HE |
| U+31F9 | ㇹ        | KATAKANA LETTER SMALL HO |
| U+31FA | ㇺ        | KATAKANA LETTER SMALL MU |
| U+31FB | ㇻ        | KATAKANA LETTER SMALL RA |
| U+31FC | ㇼ        | KATAKANA LETTER SMALL RI |
| U+31FD | ㇽ        | KATAKANA LETTER SMALL RU |
| U+31FE | ㇾ        | KATAKANA LETTER SMALL RE |
| U+31FF | ㇿ        | KATAKANA LETTER SMALL RO |

## Tabella compatta di caratteri

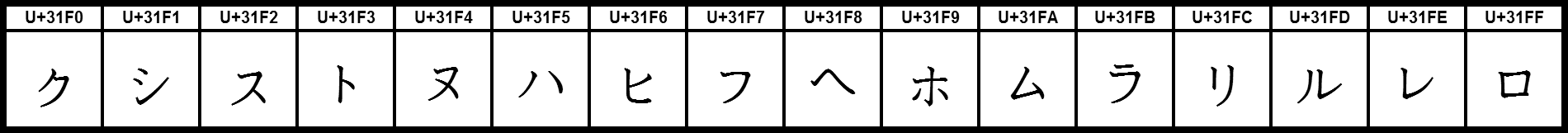
Katakana Phonetic Extensions

|     | 0  | 1  | 2  | 3  | 4  | 5  | 6  | 7  | 8  | 9  | A  | B  | C  | D  | E  | F  |
| --- | -- | -- | -- | -- | -- | -- | -- | -- | -- | -- | -- | -- | -- | -- | -- | -- |
| 31F | ㇰ | ㇱ | ㇲ | ㇳ | ㇴ | ㇵ | ㇶ | ㇷ | ㇸ | ㇹ | ㇺ | ㇻ | ㇼ | ㇽ | ㇾ | ㇿ |